# Ornäs
Ornäs – miejscowość (tätort) w Szwecji, w regionie administracyjnym (län) Dalarna, w gminie Borlänge.
Według danych Szwedzkiego Urzędu Statystycznego liczba ludności wyniosła: 1083 (31 grudnia 2015), 1092 (31 grudnia 2018) i 1090 (31 grudnia 2019).